# Ungarische Badminton-Mannschaftsmeisterschaft 1962
Die Ungarische Badminton-Mannschaftsmeisterschaft 1962 war die zweite Auflage dieser Veranstaltung. Es wurde ein Wettbewerb für Herrenmannschaften ausgetragen. Meister wurde das Team von Bírósági és Ügyészségi KSE.

## Vorrunde

### Gruppe A
| Platz | Mannschaft                 |
| ----- | -------------------------- |
| 1.    | Bírósági és Ügyészségi KSE |
| 2.    | Geofizikai Intézet         |
| 3.    | ÉVITERV SC                 |
| 4.    | Fővárosi Tanács            |
| 5.    | XIII. ker. Tanács SK II    |

### Gruppe B
| Platz | Mannschaft           |
| ----- | -------------------- |
| 1.    | HM Petőfi            |
| 2.    | XV. ker. Tanács SK   |
| 3.    | XIII. ker. Tanács SK |
| 4.    | Meteorológiai SE     |
| 5.    | Mérésügy             |

## Endrunde
| Platz | Mannschaft                                                                                 |
| ----- | ------------------------------------------------------------------------------------------ |
| 1.    | Bírósági és Ügyészségi KSE (Pál Rázsó, György Rázsó, Zsigmond Kaszap, Endréné Komjátszegi) |
| 2.    | HM Petőfi                                                                                  |
| 3.    | XV. ker. Tanács SK                                                                         |
| 4.    | Geofizikai Intézet                                                                         |

## Referenzen
- Statistik zu den Teamwettbewerben
- A magyar tollaslabdasport 50 éve 1960-2010, Magyar Tollaslabda Szövetség, 2010.